# Tetradium trichotomum
Tetradium trichotomum là một loài thực vật có hoa trong họ Cửu lý hương. Loài này được Lour. miêu tả khoa học đầu tiên năm 1790.